# Пасмо про Норна-Геста

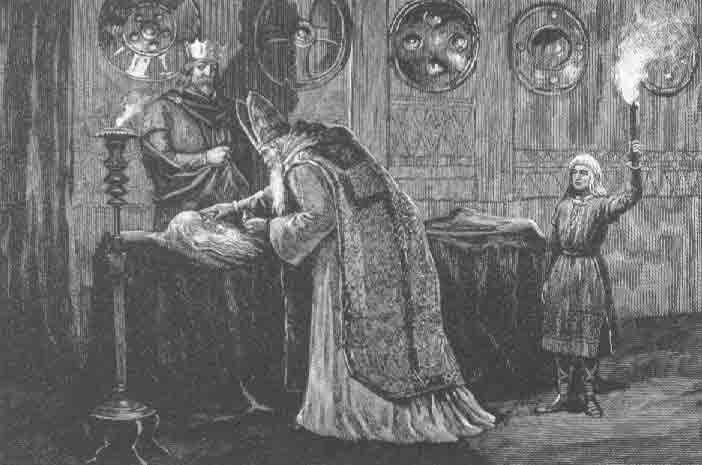
Смерть Норна-Геста
Гуннар Відар Форсселл

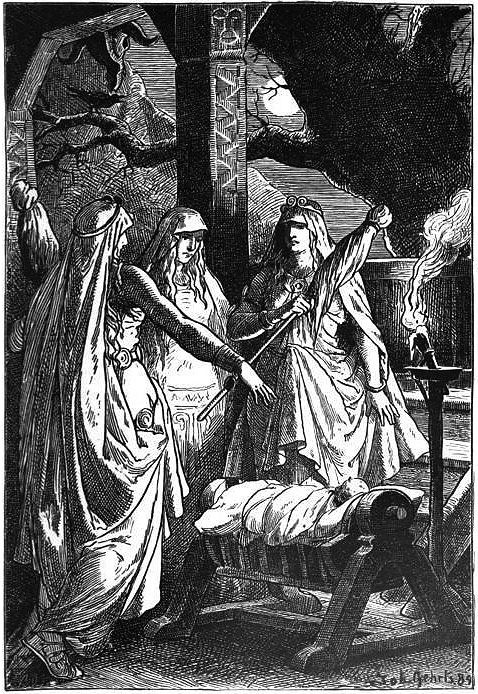
Норни
Йоганнес Гертс (1889)

Пасмо про Норна-Геста (Nornagests þáttr) або Оповідь про Норна-Геста — легендарне пасмо про північного героя Норна-Геста (варіанти написання варіюються через скорочену версію імені Гест).

## Сюжет
Норна-Гест був сином данця Торда Тінгбіта, який мешкав у маєтку Гренінг в Данії. Коли Гест народився, до помешкання його батьків прибули три норни, аби передбачити долю дитини. Двоє з них пообіцяли йому щасливе майбутнє. Однак Скульд, наймолодша з норн, ображена поганим ставлення до себе, проголосила погані пророцтва для дитини. Так, вона напророкувала, що життя Геста триватиме не довше, аніж палатиме свічка, яка стояла над його люлькою. Найстарша норна (Урд) одразу ж загасила ту свічу й наказала його матері оберігати її.
Коли Норна-Гест виріс, то вже він оберігав ту свічу й прожив таким чином понад 300 років. Він брав участь у битвах Сігурда з роду Вельсунгів, проводив час з сином Рагнара Лодброка Бьйорном Залізнобоким та його братами, бився зі Старкадом, шведським конунгом Сігурдом Перснем, конунгом Еріком в Уппсалі1, конунгом Гаральдом Прекрасноволосим та конунгом Гльодвєром2 в Німеччині.
Згідно з легендою, коли конунг Олав Трюггвасон намагався навернути Північ до християнства, він покликав до свого двору Норна-Геста. На третій рік правління конунга Олава перед ним постав Норна-Гест й попросився стати його охоронцем. Він був надзвичайно високий і сильний та був непідвладний часові. Норна-Гест тоді був охрещений за бажанням конунга й запалив свічу, яку мав оберігати за наказом норни Урд. Відповідно до пророцтва, в момент, коли свіча догоріла, Норна-Гест помер.

## Інші відсилання
Історія про Норна-Геста та його свічу має аналог у грецькій міфології: історію про Мелеагра, якому було напророковано прожити рівно стільки, скільки певна колода лишатиметься неспаленою. Ця історія міститься в Овідієвих Метаморфозах.
Письменник-фантаст Пол Андерсон увів історію про Норна-Геста до Лодки мільйону років, книги оповідань про безсмертя.

## Нотатки
- ↑  Eiríkr at Uppsölum доволі поширене ім'я для шведських конунгів (королів). Це може бути відсиланням як до Еріка Рєвільссона, так й до Еріка Бьйорнссона, Еріка Еймундссона або Еріка Переможця.
- ↑  Гльодвєр з Німеччини може бути насправді посиланням на Людовіка Німецького або Людовіка ІІ, римського імператора.